# Pagode Long Hưng
La pagode Long Hưng est un temple bouddhiste du village de Dong Phu, dans le district de Thanh Tri, à Hanoï, au Viêt Nam. Il vénère Ly Tu Thuc et Ly Tu Huy. Il a été construit par l'empereur Lý Thái Tổ.